# Patuki breviuropodus
Patuki breviuropodus är en kräftdjursart som beskrevs av Cooper och Fincham 1974. Patuki breviuropodus ingår i släktet Patuki och familjen Exoedicerotidae. Inga underarter finns listade i Catalogue of Life.